# رالف وايت
رالف وايت (بالإنجليزية: Ralph Waite)‏ (و. 1928 – 2014 م) هو ممثل، ومخرج، وممثل مسرحي، وممثل أفلام، وممثل تلفزيوني من الولايات المتحدة الأمريكية . ولد في وايت بلينس، نيويورك .
وهو عضو في الحزب الديمقراطي الأمريكي .
توفي في بالم ديسيرت، ريفيرسيدي، كاليفورنيا .

## روابط خارجية
- رالف وايت على موقع IMDb (الإنجليزية)
- رالف وايت على موقع ألو سيني (الفرنسية)
- رالف وايت على موقع أول موفي (الإنجليزية)
- رالف وايت على موقع قاعدة بيانات برودواي على الإنترنت (الإنجليزية)
- رالف وايت على موقع قاعدة بيانات الأفلام السويدية (السويدية)
- رالف وايت على موقع إن إن دي بي (الإنجليزية)
- رالف وايت على موقع قاعدة بيانات الفيلم (الإنجليزية)
- رالف وايت على موقع كينوبويسك (الروسية)